# عظیمی
عظیمی یک نام خانوادگی‌ست. افراد شاخص با این نام از این قرارند:
- احمد ضیا عظیمی، بازیکن فوتبال اهل افغانستان
- احمد عظیمی، نمایندهٔ دورهٔ ششم مجلس شورای اسلامی ایران
- اسدالله عظیمی، ورزشکار معلول در رشته دو و میدانی اهل ایران
- بهرام عظیمی، کارگردان انیمیشن، فیلمنامه‌نویس، طراح کاراکتر و کاریکاتوریست ایرانی
- دین محمد عظیمی، سیاست‌مدار افغانستانی
- رضا عظیمی، فرمانده نیروی زمینی ارتش شاهنشاهی، ژنرال آجودان محمدرضا شاه و وزیر جنگ
- سلامت عظیمی، سیاستمدار افغانستانی
- عبدالسلام عظیمی، قاضی اهل افغانستان
- عبدالشکور عظیمی، بازیکن فوتبال اهل افغانستان
- علی عظیمی، ترانه‌سرا و خوانندهٔ ایرانی مقیم لندن
- علیرضا عظیمی، بازیکن فوتبال اهل ایران
- فخرالدین عظیمی، پژوهشگر و استاد تاریخ معاصر ایران
- کریم صالح عظیمی، ردیف‌دان و خواننده موسیقی سنتی ایرانی
- محمد فرهاد عظیمی، سیاستمدار و استاد دانشگاه افغانستانی
- مژگان عظیمی
- میلاد عظیمی، استاد دانشگاه و نویسندهٔ ایرانی
- نفیسه عظیمی، سیاستمدار افغانستانی و نمایندهٔ دوره شانزدهم مجلس نمایندگان